# 黑珠母贝
黑珠母贝（学名：Pinctada nigra），是莺蛤目莺蛤科真珠蛤属的一种。主要分布于韩国、中国大陆、台湾，常栖息在潮间带低潮线或潮下线浅水区，以足丝附着在珊瑚礁或岩石上。
其种加词“nigra”意为“黑色的，暗色的”。